# The Ruin
The Ruin („Die Ruine“) ist ein altenglisches Gedicht, das im 8. Jahrhundert von einem unbekannten Autor verfasst wurde. Es stammt aus dem Codex Exoniensis einer Sammlung von lyrischen Texten und Rätselsprüchen. Es handelt sich bei dem Werk um eine Elegie, in der von einer Stadt berichtet wird, deren Gebäude zu Ruinen verfallen sind. Dabei wird der Blick durch den Autor von dem gegenwärtigen Zustand des Zerfalls zurück in jene Zeit gelenkt, da sie wegen ihrer Schönheit und ihres Reichtums gerühmt wurde.

## Inhalt
In dem Gedicht The Ruin wird von einer Stadt berichtet, die von Riesen erbaut worden sein sollte und von der nur noch die verfallenen Ruinen zu sehen sind. Der Dichter beschreibt es so:

„[…] Die Erbauer und ihre Menschenreiche – dahingegangen, untergegangen und gestorben. Auch die schützende Mauer sank dahin. Einst standen dort helle Häuser, Badehäuser, mit hohen Räumen, in denen der Jubel der Menschen ebenso hallte wie in mancher Festhalle der Männer. Dort hatte einst manch mächtiger Mann stolz und weintrunken in seiner Rüstung gestanden und auf den Schatz geschaut, auf Silber, Edelsteine und manch kostbare Perle. Dies alles ist vergangen und die Welt hat sich verdunkelt.“

## Manuskript und Hintergrund
Das einzige erhaltene Exemplar dieses Gedichtes ist durch Brandspuren teilweise unleserlich und ein Teil des Textes ging unwiederbringlich verloren. Im Buch von Exeter ist es zwischen 34 vorhergehenden Rätselsprüchen und dem Text Husband’s Message (Nachricht des Ehemannes) enthalten. Der eigentliche Text befindet sich am Ende des Manuskripts auf zwei Seiten des Blattes, wobei sich der Schluss des Gedichtes auf der nächsten Seite befindet. Der Abschnitt ist durch eine diagonal verlaufende Brandspur teilweise stark beschädigt.
Eine Frage, die den Leser dieses Gedichtes beschäftigt ist: „Von welcher Stadt mag hier die Rede sein?“ Heinrich Leo verband sie im Jahr 1865 mit der britischen Stadt Bath, was von weiteren Analysten des Textes ebenfalls als wahrscheinlich angesehen wurde. Er stützte sich dabei auf drei Indizien: Die heißen Quellen, die am Ende des Gedichts erwähnt werden, die zahlreichen Badehallen und einen kreisförmig angelegten Pool. Ein weiterer Aspekt war, dass über den Zustand der Stadt Bath im 8. Jahrhundert berichtet wurde, als diese sehr verfallen und ruiniert war.
William C. Johnson sieht in der Beschreibung eher ein Rätsel, die Stadt als eine Art Beschreibung des menschlichen Körpers und dessen Verfall.

“The [human] body is like a building because it encloses and protects its dwellers (the heart and soul), it is like a city and the wall surrounding it, which enclose and protect its inhabitants.”

„Der Körper ist wie ein Gebäude, weil er seine Bewohner einschließt und beschützt (das Herz und die Seele), es ist wie eine Stadt und eine sie umgebende Wallanlage, die ihre Einwohner schützt und umschließt.“

The Ruin passt wohl zu der melancholischen Weltsicht jener Zeit, wie sie sich auch in anderen Werken wie The Seafarer, The Wanderer oder Deor zeigt.